# رئاسة رذرفورد هايز
بدأت رئاسة رذرفورد بي. هايز في 4 مارس 1877، عندما نُصب هايز رئيسًا للولايات المتحدة، وانتهت في 4 مارس 1881. أصبح هايز الرئيس التاسع عشر بعد موافقة الجمهوريين في الكونغرس على تسوية عام 1877 التي منحته الفوز بالانتخابات الرئاسية الشائكة والجدلية لعام 1876. تعهدت تلك التسوية بسحب القوات الفيدرالية من الجنوب، وبالتالي إنهاء عصر إعادة الإعمار. رفض هايز الترشح للمنصب الرئاسي مرة ثانية وخلفه جيمس إيه. غارفيلد، زميله الجمهوري وحليفه.
كان معتدلًا وبراغماتيًا بشكل عام. أوفى بوعده وسحب آخر القوات الفيدرالية من الجنوب، إذ سيطر الديمقراطيون على الولايات الجمهورية الثلاث الأخيرة. عُرف بأنه نموذج للصدق، فرعى إصلاحات الخدمة المدنية، متحديًا محسوبيات السياسيين الجمهوريين الجوعى. رغم فشله في إصدار إصلاح طويل الأجل، لكنه ساعد على تحقيق الدعم العام لإقرار قانون إصلاحات الخدمة المدنية في بندلتون عام 1883. لم يتمكن الحزب الجمهوري من فرض وجوده في الجنوب كما ينبغي إذ أعاق الديمقراطيون في الكونغرس جهوده المبذولة في دعم الحقوق المدنية للسود هناك.
عارض العملات الورقية ذات الظهر الأخضر (عملة ورقية غير مدعومة بالذهب أو الفضة) واعترض على قانون بلاند أليسون الذي دعا إلى زيادة الفضة في المعروض النقدي، إصرارًا منه على ضرورة الحفاظ على نظام الذهب للانتعاش الاقتصادي. تخطى الكونغرس حقه في النقض، لكن السياسة النقدية التي انتهجها هايز أوجدت حلًا وسطًا بين أنصار التضخم ومؤيدي العملة الصعبة. اعتمد على القوات الفيدرالية اعتمادًا حذرًا لتجنب حوادث العنف في إضراب السكك الحديدية العظيم عام 1877، أحد أكبر الإضرابات العمالية في تاريخ الولايات المتحدة. كان ذلك بمثابة نهاية للكساد الاقتصادي الذي أُطلق عليه «ذعر عام 1873». كان الرخاء السمة التي ميزت ما تبقى من فترة ولايته. نادت سياسته تجاه الأمريكيين الأصليين بالحد من التدليس والخداع. استمر في تنفيذ «خطة سلام» غرانت واستبق البرنامج الاستيعابي لقانون دوز الصادر عام 1887. كان معتدلًا في السياسة الخارجية ولم يُقدِم على الكثير من المبادرات. فشل في معارضة خطة دي ليسبس لبناء قناة بنما، لأنها يجب أن تكون برنامجًا أمريكيًا حسب اعتقاده، مؤكدًا على نفوذ الولايات المتحدة في أمريكا اللاتينية واستمرار سيادة مبدأ مونرو. صُنف هايز على أنه رئيس وسطي عمومًا بناءً على استطلاعات الرأي التي أجراها المؤرخون وعلماء السياسة.

## انتخابات 1876

### الترشح والانتخابات العامة
كان على الجمهوريين اختيار مرشح جديد لانتخابات عام 1876، إثر اعتزال الرئيس أوليسس إس. غرانت بعد ولايتين رئاسيتين. أدى نجاح هايز في منصب حاكم ولاية أوهايو إلى وضعه في مرتبة رفيعة بين السياسيين الجمهوريين، فأُخذ بعين الاعتبار كمرشح لمنصب الرئاسة، إلى جانب جيمس جي. بلين من ولاية ماين والسيناتور أوليفر بّي. مورتن من إنديانا والسيناتور روسكو كونكلينغ من نيويورك. كان وفد ولاية أوهايو إلى المؤتمر القومي للحزب الجمهوري عام 1876 موحدًا خلف هايز، وبذل السيناتور جون شيرمان كل ما في وسعه للمساعدة على ترشيح مواطنه من أوهايو. في يونيو 1876، اجتمع المؤتمر القومي للحزب الجمهوري في مدينة سينسيناتي، مسقط رأس هايز، واختير بلين مرشحًا مفضلًا. احتل هايز المركز الخامس في الاقتراع الأول للمؤتمر، خلف بلين ومورتون ووزير الخزانة بنيامين بريستو وكونكلينغ. ظل بلين في الصدارة حتى الاقتراع السادس، إذ احتشد خصوم بلين حول هايز في الاقتراع السابع، مما منحه الترشيح للرئاسة. واختار المؤتمر عضو مجلس النواب ويليام إيه. ويلر لمنصب نائب الرئيس، رجلٌ كان هايز قد تساءل عنه: «أشعر بالخجل من قول: من هو ويلر؟»
كانت آراء هايز متوافقة إلى حد كبير مع برنامج الحزب، الذي دعا إلى المساواة في الحقوق بغض النظر عن العرق أو الجنس، واستمرار إعادة الإعمار، وحظر التمويل العام للمدارس الطائفية، واستئناف عمليات الدفع بالنقد المسكوك. لقي ترشيح هايز استحسانًا من الصحافة، حتى أن الصحف الديمقراطية وصفته بالنزيه والمحبوب. في خطابٍ عام للإقرار بالترشيح، وعد هايز بدعم إصلاحات الخدمة المدنية وتعهد بالخدمة لفترة ولاية واحدة فقط. ترشح صمويل جيه. تيلدن، حاكم نيويورك، عن الحزب الديمقراطي. كان تيلدن خصمًا لا يستهان به عمومًا، وتمتع بسمعة الصدق كهايز. كان تيلدن، مثل هايز أيضًا، رجلًا صعب المراس وداعمًا لإصلاحات الخدمة المدنية. وفقًا للعرف السائد في ذلك الوقت، نُفذت الحملة من قِبل مفوضين، مع بقاء هايز وتيلدن في بلدتيهما.
انخفضت شعبية الحزب الحاكم نتيجة الظروف الاقتصادية السيئة التي أعقبت نوبة ذعر عام 1873، إلى جانب العديد من الفضائح التي لحقت بالحزب الجمهوري، واعتقد هايز شخصيًا أنه قد يخسر الانتخابات. ركز كلا المرشحين على ولايتي نيويورك وإنديانا بأصواتهما المتأرجحة، بالإضافة إلى الولايات الجنوبية الثلاث - لويزيانا وساوث كارولينا وفلوريدا - حيث كانت حكومات إعادة الإعمار تحكم بشق الأنفس وسط العنف السياسي المتكرر. نوه الجمهوريون على خطورة السماح للديمقراطيين بإدارة الأمة في أعقاب الحرب الأهلية، التي زعموا أن الديمقراطيين الجنوبيين قد أثاروها. وروجوا أيضًا، بدرجة أقل، للخطر الذي قد تشكله إدارة ديمقراطية على الحقوق المدنية التي كسبها السود الجنوبيون حديثًا. تباهى الديمقراطيون من جانبهم بسجل تيلدن الإصلاحي وأظهروا الفرق بينه وبين فساد إدارة غرانت الحالية. شابت الانتخابات أعمال عنف في الجنوب، حيث سعى تحالف المخلّصين إلى منع تصويت السود.

### نزاع ما بعد الانتخابات
عندما فُرزت النتائج في يوم الانتخابات، اتضح وجود تقارب في السباق الرئاسي: كان تيلدن قد استحوذ على الجنوب بمعظمه، فضلًا عن نيويورك وإنديانا وكونيكتيكت ونيوجيرسي، في حين حاز هايز على معظم أصوات الشمال. في 11 نوفمبر، بعد الانتخابات بثلاثة أيام، كانت الأصوات الانتخابية التسعة عشر لفلوريدا ولويزيانا وساوث كارولينا لا تزال غير مؤكدة. كان تيلدن قد استحوذ على الولايات بإجمالي 184 صوتًا انتخابيًا، أي أقل بصوت واحد عن الأغلبية، في حين حصد هايز 166 صوتًا انتخابيًا. أعلن كل من الجمهوريين والديمقراطيين الانتصار في الولايات الثلاث المتنازع عليها، ولكن الاحتيال الذي مارسه الطرفان جعل النتائج في تلك الولايات غير مؤكدة. ومما زاد الأمر تعقيدًا، استُبعد أحد الناخبين الثلاثة من ولاية أوريغون (ولايةٌ ظفر بها هايز)، مما أدى إلى خفض إجمالي أصوات هايز لتصبح 165، ورفع الأصوات المتنازع عليها إلى 20. سيصبح تيلدن رئيسًا إذا مُنح صوتًا واحدًا فقط من الأصوات الانتخابية المتنازع عليها، في حين أن فوز هايز يتطلب منه نيل جميع الأصوات العشرين المتنازع عليها. مع عدم وجود فائز واضح في الانتخابات، خيّم احتمال حدوث فوضى جماعية في بلد ظل منقسمًا بشدة في أعقاب الحرب الأهلية.
كان هناك جدل كبير حول الشخص أو مجلس الكونغرس المخول بالاختيار بين اللوائح المتنافسة من الناخبين، إذ ادعى كل من مجلس الشيوخ الجمهوري ومجلس النواب الديمقراطي الأحقية. بحلول يناير 1877، ومع بقاء المعضلة دون حل، وافق الكونغرس والرئيس غرانت على إحالة الأمر إلى لجنة انتخابية تضم الحزبين، وستكون مخولة بتحديد مصير الأصوات الانتخابية المتنازع عليها. كان من المقرر أن تتكون اللجنة من خمسة ممثلين وخمسة أعضاء من مجلس الشيوخ وخمسة قضاة من المحكمة العليا. لضمان التوازن الحزبي، سيكون هناك سبعة ديمقراطيين وسبعة جمهوريين، مع وجود القاضي ديفيد ديفيس، مستقلٌ يحترمه الطرفان، بصفته العضو الخامس عشر. اختل التوازن عندما انتخب الديمقراطيون في هيئة إلينوي التشريعية ديفيس إلى مجلس الشيوخ، على أمل استمالة صوته؛ خيب ديفيز الديمقراطيين لاحقًا برفضه العمل في اللجنة الانتخابية. نظرًا لأن جميع القضاة المتبقين كانوا جمهوريين، اختير القاضي جوزيف بّي. برادلي، اعتقادًا بأنه الأكثر استقلالية من بينهم، ليحل محل ديفيس في اللجنة. اجتمعت اللجنة في فبراير وصوت الجمهوريون الثمانية لمنح هايز الأصوات الانتخابية العشرين جميعها.
على الرغم من انعقاد اللجنة، كان بإمكان الديمقراطيين منع إقرار الانتخابات من خلال رفض اجتماع مجلس النواب. مع اقتراب يوم التنصيب في 4 مارس، التقى زعماء الكونغرس الجمهوريون والديمقراطيون في فندق ورملي بواشنطن وتفاوضوا على حل وسط. ووعد الجمهوريون بتقديم تنازلات مقابل موافقة الديمقراطيين على قرار اللجنة. ضمت التنازلات الأولية التي وعد بها هايز انسحاب القوات الفيدرالية من الجنوب وقبول انتخاب حكومات ديمقراطية في الولايات الجنوبية المتبقية «غير المؤيدة». وافق الديمقراطيون على التسوية، وأُعلن هايز الفائز في الانتخابات في 2 مارس.